# Edru
Edru est un village de la Commune de Rakke du Comté de Viru-Ouest en Estonie.